# Cranbrook (Columbia Británica)
Cranbrook es una ciudad canadiense situada en la provincia de Columbia Británica.

## Superficie
Cranbrook tiene una superficie de 31,97 km².

## Demografía
En 2021, tenía 20 499 habitantes, una densidad poblacional de 641,2 hab./km², y 9058 viviendas.